# Rosarium Virginis Mariae
Rosarium Virginis Mariae (česky Růženec Panny Marie) je apoštolský list papeže Jana Pavla II. ze 16. října 2002 o jedné z forem zbožnosti v katolické církvi, modlitbě růžence.

## Obsah
Papež adresoval dopis o růženci biskupům, kněžím, jáhnům, řeholníkům, řeholnicím a všem věřícím. Ve třech kapitolách, kterým předchází úvod, Jan Pavel II. připomněl učení katolické církve o modlitbě růžence.
V úvodu papež zdůraznil, že růženec, k jehož recitaci po staletí vybízel učitelský úřad církve, má sice mariánský charakter, ale přesto je to modlitba zcela kristocentrická. Je jako shrnutí evangelijního poselství. Ve velmi osobním vyznání Jan Pavel II. zdůraznil, že růženec ho provází od dětských let a ani jako papež se ho nepřestává modlit. Ve třetím bodě dokumentu bylo období od října 2002 do října 2003 vyhlášeno Rokem růžence. V následujících odstavcích se autor zabývá námitkami vznášenými proti této formě modlitby (forma špatně přijímaná mladými lidmi, její mariánský charakter, růženec jako překážka ekumenismu), zdůrazňuje její důležité místo v kontemplativním životě, upozorňuje na potřebu modlit se za mír a za rodinu a zmiňuje také významné osobnosti v dějinách církve, které sehrály významnou roli při prosazování růžence a rozvoji katolické nauky (Lev XIII., známý jako „papež růžence“, Ludvík Maria Grignion de Montfort, Bartoloměj Longo, Pio z Pietrelciny a další).
První kapitola nazvaná Kontemplovat Krista s Marií podává katolický teologický výklad, obohacený četnými biblickými citáty, o roli, kterou Panna Maria hraje ve formaci modlitby a kontemplace jako vzor a průvodce. Růženec podle papeže vyžaduje, aby se člověk modlil v rytmu tiché modlitby a pomalého rozjímání; má si připomínat Krista s Marií, učit se Kristu od Marie a připodobňovat se Kristu s Marií. Prosit Krista s Marií má vyústit v odvahu hlásat evangelium s Marií (č. 12-17).
Druhá kapitola s názvem Tajemství Kristova, tajemství Matky vnesla do praxe modlitby novum, pokud jde o její obsah. Papež s odkazem na názor přijatý v Tradici, že růženec je „shrnutím evangelia“, navrhl, aby byl kromě dosud recitovaných radostných, bolestných a slavných tajemství zaveden zvyk rozjímat o tajemstvích světla, aby bylo možné ještě lépe kontemplovat tajemství Kristova života. Tento „vhodný doplněk“, jak jej nazývá, zavedl praxi rozjímání pěti nových tajemství – mysteria lucis neboli tajemství světla:
1. Kristův křest v Jordánu,
2. svatba v Káně Galilejské,
3. hlásání Božího slova a výzva k obrácení,
4. proměnění na hoře Tábor
5. a ustanovení eucharistie.[2]

Když papež hovořil o Mariině zvláštní "cestě", vybízel k hlubšímu poznání „tajemství Boha – tedy Krista“ (č. 18–25).
Do třetí kapitoly nazvané Pro mě žít je Kristus Jan Pavel II. zařadil své úvahy o růženci jako metodě modlitebního rozjímání. S odkazem na evangelijní perikopu o setkání svatého Petra se Zmrtvýchvstalým Kristem na břehu Genezaretského jezera papež zdůraznil, že „k pochopení růžence je třeba vstoupit do psychologické dynamiky vlastní lásce“. Opakování slov lásky má vést k rozvoji postoje lásky srdcem a životem. V následujících částech této kapitoly jsou uvedeny poznámky k: způsobům, jak zlepšit modlitbu růžence, ohlašování jednotlivých tajemství, chvílím ticha, modlitbě Otče náš, desátkům Zdrávasů, trinitární doxologii, závěrečným střelným modlitbám, modlitebním růžencům, které věřící používají, tzv. korunkám a hodinkám pro modlitbu růžence (č. 26–38).